# Paolo Savona
Paolo Savona (Cagliari, 6 de octubre de 1936) es un economista, político y académico italiano.
El 1 de junio de 2018 entró a formar parte del Gobierno Conte como Ministro de Asuntos para la Unión Europea, convirtiéndose en el ministro más anciano de la historia de Italia a sus 81 años y 7 meses.

## Publicaciones
- La liquidità internazionale: proposta per la ridefinizione del problema, Il Mulino, Bologna 1972 (con M. Fratianni)
- La Sovranità Monetaria, Buffetti Ed., Roma, 1974
- L'Italia al bivio: ristagno o sviluppo, (insieme con Giorgio La Malfa e Enzo Grilli), Laterza Ed.,Roma 1985
- Eurodollars and International Banking, McMillan, Londra 1986 (curatela, con G. Sutija)
- Strategic Planning in International Banking, McMillan, Londra 1986 (curatela, con G. Sutija)
- Strutture finanziarie e sviluppo economico, Guerini Ass., Milano 1989
- World Trade: Monetary Order and Latina America, Mc Millan, Londrta 1990 (con G. Sutija)
- Il Terzo Capitalismo e la Società Aperta, Longanesi & C. , Milano 1993
- Geoeconomia - Il dominio dello spazio economico, Franco Angeli, Milano 1995 (con Carlo Jean)
- L'Europa dai piedi d'argilla - Basi empiriche, fondamenti logici e conseguenze economiche dei parametri di Maastricht (in collaborazione con Carlo Viviani), Libri Scheiwiller, Milano 1995
- Gli enigmi dell'economia. Come orientarsi nella scienza che condiziona la nostra vita, Mondadori Ed., Milano, 1996
- La disoccupazione e il terzo capitalismo: lavoro, finanza, tecnologia nell'era del mercato globale, intervista con Gianni Pasquarelli, Sperling & Kupfer Editori, Milano 1997
- Inflazione, disoccupazione e crisi monetarie: come nascono, come si perpetuano e come si stroncano, Sperling & Kupfer Editori, Milano 1998
- Che cos'è l'economia, Sperling & Kupfer Editori, Milano 1999
- Alla ricerca della sovranità monetaria: breve storia della finanza straniera in Italia, Libri Scheiwiller - Collana Bianca Intesa, Milano 1999 e in edizione ridotta, Milano 2000
- Sovranità & ricchezza - Come riempire il vuoto politico della globalizzazione, Sperling & Kupfer Editori, 2001, 1ª e 2ª edizione (con Carlo Pelanda)
- Politica economica e new economy (con CD-ROM allegato di esercizi pratici), McGraw-Hill Italia, Milano 2002
- Geopolitica economica. Globalizzazione, sviluppo e cooperazione, Sperling & Kupfer Editori, Milano 2004
- Sovranità & fiducia - Principi per una nuova architettura politica globale, Sperling & Kupfer Editori, Milano 2005 (con Carlo Pelanda)
- L'Esprit d'Europe. Come recuperarlo riformando le istituzioni, Rubbettino Editore, Soveria Mannelli 2007
- Il governo dell'economia globale. Dalle politiche nazionali alla geopolitica: un manuale per il G8, Collana Formiche, Marsilio, Venezia 2009
- Il ritorno dello Stato padrone. I Fondi sovrani e il grande negoziato globale, Rubbettino Editore, Soveria Mannelli 2009 (con Patrizio Regola)
- Sviluppo, rischio e conti con l'esterno delle regioni italiane. Lo schema di analisi della “pentola bucata”, Laterza, Roma-Bari 2010 (con Riccardo De Bonis e Zeno Rotondi, Prefazione di Roberto Nicastro)
- On the Macroeconomic Effects of Derivatives. Ten Lectures (with an Italian Version), Luiss University Press, Roma 2010
- Intelligence economica - Il ciclo dell'informazione nell'era della globalizzazione, Quaderni della Fondazione ICSA, Rubbettino Editore, Soveria Mannelli 2011 (con Carlo Jean)
- Le radici storiche e i fondamenti logici delle considerazioni finali del Governatore Carli (nell'opera dal titolo Considerazioni finali della Banca d'Italia di Guido Carli), Volume 3, Treves Editore, Roma 2011
- Postfazioni alla ristampa dei volumi di Paolo Baffi "Studi sulla moneta" e "Nuovi studi sulla moneta", Rubbettino Editore, Soveria Mannelli 2011
- Eresie, esorcismi e scelte giuste per uscire dalla crisi - Il caso Italia, Rubbettino Editore, Soveria Mannelli 2012.
- La regionalizzazione del modello di sviluppo basato sulle esportazioni, Rubbettino Editore, Soveria Mannelli 2012 (con Zeno Rotondi)
- Economia, EGEA, Milano 2013
- Una campana per l'Italia. Enrico Scaretti. A Bell for Italy, Treves Editore, Roma 2013
- Il banchiere del mondo. Eugene Black e l'ascesa della cultura dello sviluppo in Italia, Rubbettino Editore, Soveria Mannelli 2014 (con Giovanni Farese)
- Dalla fine del laissez-faire alla fine della liberal-democrazia. L'attrazione fatale per la giustizia sociale e la molla di una nuova rivoluzione globale, Rubbettino Editore, Soveria Manelli 2016.
- Rapporto sulla tutela del risparmio finanziario in Italia. Ricerca condotta con Pietro Alessandrini, Gabriele Barbaresco, Michele Fratianni, Cesifin on line, serie Colloquia, 2017.
- Come un incubo e come un sogno: memorialia e moralia di mezzo secolo, Rubbettino Editore, Soveria Mannelli, 2018.